# Chaudeyrac
Chaudeyrac è un comune francese di 312 abitanti situato nel dipartimento della Lozère nella regione dell'Occitania.

## Società

### Evoluzione demografica
Abitanti censiti